# Acrapex uncina
Acrapex uncina är en fjärilsart som beskrevs av Emilio Berio 1973. Acrapex uncina ingår i släktet Acrapex och familjen nattflyn. Inga underarter finns listade i Catalogue of Life.